# 國家半導體
國家半導體（英語：National Semiconductor；又译“国民半导体”）曾是最大的半導體製造商之一，專於類比元件及子系統，總部位於美國加州聖塔克拉拉，產品包括電力管理電路、顯示器驅動、音頻與運算放大器、通訊接口產品及數據轉換方案。國家半導體的主要市場包括無線耳機、顯示器及多個廣泛的電子市場，包括醫學、汽車、工業與試驗與測量應用。
國家半導體於1959年5月27日由數名斯派里公司（Sperry Rand Corporation）的工程師創立，多年來收購了數家公司，如在1987年收購仙童半導體公司與在1997年收購Cyrix。但隨著時間的過去國家半導體開始分拆該些收購得來的公司，仙童半導體在1997年再次成為獨立公司，Cyrix微處理器部門在1999年出售予威盛電子，資訊設備部門（「互聯網小器具」高度整合式處理器）在2003年出售予超微，先進個人電腦事業處（Advanced PC Division）在2005年出售予華邦電子，其他業務如數位無線晶片組亦於近期關閉，而國家半導體已轉型為一家高性能類比半導體公司。
2011年4月4日，德州儀器宣佈以65億美元收購國家半導體。2011年9月23日，德州儀器與國家半導體正式合併。

## 產品
- 類比積體電路
  - 運算放大器
  - 緩衝放大器
  - 比较器
  - 穩壓器
  - 電壓基準
- 顯示電路
- 音頻電路
- 電腦週邊
- 單片機
- 網絡產品
- 數據轉換器
- 温度感測器
- CMOS感光元件（Foveon X3）

## 請參閱
- NS320xx
- 鮑伯·皮斯（Bob Pease） - 受雇於國家半導體的著名類比權威
- 鮑勃·衛德勒（Bob Widlar） - 衛德勒電流源的發明者

## 外部連結
- 官方網站